# Heinz Fuhrmann (Politiker)
Heinz Fuhrmann (* 17. November 1938) ist ein deutscher Wirtschaftsingenieur und ehemaliger Politiker (CDU).

## Leben

### Ausbildung und Privatleben
Zwischen 1954 und 1956 absolvierte er eine Ausbildung zum Forstfacharbeiter sowie zwischen 1962 und 1964 eine zum Elektromonteur. Anschließend studierte er von 1967 bis 1972 Ingenieurökonomie an der Ingenieurschule in Wismar und erwarb dort als Abschluss das Diplom. Über Fuhrmanns weitere berufliche Laufbahn liegen keine öffentlichen Informationen vor.
Er ist verheiratet, hat zwei Kinder und ist evangelischer Konfession.

### Politische Karriere
Fuhrmann wurde im Zuge der Deutschen Wiedervereinigung Mitglied der CDU. Bei der Wahl zum Landtag Mecklenburg-Vorpommerns am  14. Oktober 1990 verpasste er zunächst einen Einzug in das Parlament. Nachdem jedoch sein Parteifreund Friedrich Täubrich verstorben war, rückte er für diesen über die Landesliste nach und gehörte zwischen dem 29. November 1993 und dem 14. November 1994 noch für elfeinhalb Monate als Abgeordneter dem Landtag während dessen erster Legislaturperiode an. Dort war er stellvertretendes Mitglied des Landwirtschaftsausschusses.